# 525-ös busz
Az 525-ös jelzésű regionális autóbusz Nagykáta, templom és Cegléd, autóbusz-állomás között közlekedik. A járatot a MÁV Személyszállítási Zrt. üzemelteti.

## Története
A korábbi 2415-ös járat 2016. december 11-étől 525-ös, 526-os, 527-es, 528-as és 529-es jelzéssel közlekedik.

## Megállóhelyei
| 525 (Nagykáta, templom / Farmos, vasúti megállóhely / Tápiószele, vasútállomás – Újszilvás, Jeges / Tápiószőlős, autóbusz-forduló / Cegléd, autóbusz-állomás) | 525 (Nagykáta, templom / Farmos, vasúti megállóhely / Tápiószele, vasútállomás – Újszilvás, Jeges / Tápiószőlős, autóbusz-forduló / Cegléd, autóbusz-állomás) | 525 (Nagykáta, templom / Farmos, vasúti megállóhely / Tápiószele, vasútállomás – Újszilvás, Jeges / Tápiószőlős, autóbusz-forduló / Cegléd, autóbusz-állomás) | 525 (Nagykáta, templom / Farmos, vasúti megállóhely / Tápiószele, vasútállomás – Újszilvás, Jeges / Tápiószőlős, autóbusz-forduló / Cegléd, autóbusz-állomás) | 525 (Nagykáta, templom / Farmos, vasúti megállóhely / Tápiószele, vasútállomás – Újszilvás, Jeges / Tápiószőlős, autóbusz-forduló / Cegléd, autóbusz-állomás) | 525 (Nagykáta, templom / Farmos, vasúti megállóhely / Tápiószele, vasútállomás – Újszilvás, Jeges / Tápiószőlős, autóbusz-forduló / Cegléd, autóbusz-állomás) | 525 (Nagykáta, templom / Farmos, vasúti megállóhely / Tápiószele, vasútállomás – Újszilvás, Jeges / Tápiószőlős, autóbusz-forduló / Cegléd, autóbusz-állomás) | 525 (Nagykáta, templom / Farmos, vasúti megállóhely / Tápiószele, vasútállomás – Újszilvás, Jeges / Tápiószőlős, autóbusz-forduló / Cegléd, autóbusz-állomás) | 525 (Nagykáta, templom / Farmos, vasúti megállóhely / Tápiószele, vasútállomás – Újszilvás, Jeges / Tápiószőlős, autóbusz-forduló / Cegléd, autóbusz-állomás) | 525 (Nagykáta, templom / Farmos, vasúti megállóhely / Tápiószele, vasútállomás – Újszilvás, Jeges / Tápiószőlős, autóbusz-forduló / Cegléd, autóbusz-állomás)                                      |
| Sorszám (↓) | Sorszám (↓) | Sorszám (↓) | Sorszám (↓) | Megállóhely | Sorszám (↑) | Sorszám (↑) | Sorszám (↑) | Sorszám (↑) | Átszállási kapcsolatok |
| --- | --- | --- | --- | --- | --- | --- | --- | --- | --- |
| 0 | ∫ | ∫ | ∫ | Nagykáta, templom végállomás | ∫ | ∫ | ∫ | ∫ | 491, 497, 498, 499, 500, 501, 502, 517, 520, 521, 529 1075, 1348 |
| 1 | ∫ | ∫ | ∫ | Nagykáta, okmányiroda | ∫ | ∫ | ∫ | ∫ | 491, 497, 498, 499, 500, 501, 502, 517, 520, 521, 527, 529 |
| 2 | ∫ | ∫ | ∫ | Nagykáta, gimnázium | ∫ | ∫ | ∫ | ∫ | 491, 497, 498, 499, 500, 501, 502, 517, 520, 521, 527, 529 |
| 3 | ∫ | ∫ | ∫ | Nagykáta, vasútállomás | ∫ | ∫ | ∫ | ∫ | 491, 497, 498, 499, 500, 501, 502, 517, 520, 521, 527, 529 1348 S60 G60 Z60 gyorsvonat |
| 4 | ∫ | ∫ | ∫ | Tápiószentmárton, Göbölyjárás | ∫ | ∫ | ∫ | ∫ | 527, 529 |
| 5 | ∫ | ∫ | ∫ | Tápiószentmárton, Tanösvény | ∫ | ∫ | ∫ | ∫ | 527, 529 |
| 6 | ∫ | ∫ | ∫ | Farmos, vasúti megállóhely végállomás | 24 | 21 | 32 | ∫ | 523, 527, 529 S60 G60 Z60 |
| 7 | ∫ | ∫ | ∫ | Farmos, községháza | 23 | 20 | 31 | ∫ | 523, 527, 529 1362, 1376 |
| 8 | ∫ | ∫ | ∫ | Farmos, Szelei út | 22 | 19 | 30 | ∫ | 527, 529 |
| 9 | ∫ | ∫ | ∫ | Tápiószele, központ | ∫ | ∫ | ∫ | ∫ | 524, 527, 529 1362, 1376 |
| 10 | ∫ | ∫ | ∫ | Tápiószele, Vörösmarty út | ∫ | ∫ | ∫ | ∫ | 524, 527, 529 |
| ∫ | ∫ | ∫ | ∫ | Tápiószele, Vetőmag V. | 21 | 17 | 29 | ∫ | 527, 529 |
| 11 | 0 | 0 | ∫ | Tápiószele, vasútállomás végállomás | 20 | 16 | 28 | ∫ | 524, 527, 529 S60 G60 Z60 |
| 12 | 1 | 1 | ∫ | Tápiószele, Vörösmarty út | 19 | 15 | 27 | ∫ | 524, 527, 529 |
| 13 | 2 | 2 | ∫ | Tápiószele, központ | 18 | 14 | 26 | ∫ | 524, 527, 529 1362, 1376 |
| 14 | 3 | 3 | ∫ | Tápiószele, tápiógyörgyei elágazás | 17 | 13 | 25 | ∫ | 524, 527, 529 |
| 15 | 4 | 4 | ∫ | Tápiószele, Pesti út | 16 | 12 | 24 | ∫ | 524, 527, 529 1362, 1376 |
| 16 | 5 | 5 | ∫ | Abonyi út | 15 | 11 | 23 | ∫ | 527, 529 |
| 17 | 6 | 6 | ∫ | Varga tanya | 14 | 10 | 22 | ∫ | 527, 529 |
| 18 | 7 | 7 | ∫ | Tápiószőlősi elágazás | 13 | 9 | 21 | ∫ | 521, 524, 526, 527, 528, 529, 531 1362, 1376 |
| ∫ | 8 | 8 | ∫ | Újszilvás, komlószárító | ∫ | 8 | 20 | ∫ | 524, 528, 529, 531 |
| ∫ | 9 | 9 | ∫ | Újszilvás, Újföld 59 sz. | ∫ | 7 | 19 | ∫ | 524, 528, 529, 531 |
| ∫ | 10 | 10 | ∫ | Újszilvás, Csete sarok | ∫ | 6 | 18 | ∫ | 524, 528, 529, 531 |
| ∫ | 11 | 11 | ∫ | Újszilvás, Újföldi iskola | ∫ | 5 | 17 | ∫ | 524, 528, 529, 531 |
| ∫ | 12 | 12 | ∫ | Újszilvás, Greman sarok | ∫ | 4 | 16 | ∫ | 524, 528, 529, 531 |
| ∫ | 13 | 13 | ∫ | Újszilvás, községháza | ∫ | 3 | 15 | ∫ | 524, 528, 529, 531 |
| ∫ | 14 | 14 | ∫ | Újszilvás, plébánia | ∫ | 2 | 14 | ∫ | 524, 528, 529, 531 |
| ∫ | 15 | 15 | ∫ | Újszilvás, Jeges végállomás | ∫ | 1 | ∫ | ∫ | 524, 528, 529, 531 |
| ∫ | ∫ | 16 | ∫ | Tápiógyörgye, vasútállomás végállomás | ∫ | 0 | ∫ | 15 | S60 G60 Z60 |
| ∫ | 16 | ∫ | 0 | Újszilvás, Jeges végállomás | ∫ | ∫ | 13 | 14 | 528, 529, 531 |
| ∫ | 17 | ∫ | 1 | Újszilvás, plébánia | ∫ | ∫ | 12 | 13 | 528, 529, 531 |
| ∫ | 18 | ∫ | 2 | Újszilvás, községháza | ∫ | ∫ | 11 | 12 | 528, 529, 531 |
| ∫ | 19 | ∫ | 3 | Újszilvás, Greman sarok | ∫ | ∫ | 10 | 11 | 528, 529, 531 |
| ∫ | 20 | ∫ | 4 | Újszilvás, Újföldi iskola | ∫ | ∫ | 9 | 10 | 528, 529, 531 |
| ∫ | 21 | ∫ | 5 | Újszilvás, Csete sarok | ∫ | ∫ | 8 | 9 | 528, 529, 531 |
| ∫ | 22 | ∫ | 6 | Újszilvás, Újföld 59 sz. | ∫ | ∫ | 7 | 8 | 528, 529, 531 |
| ∫ | 23 | ∫ | 7 | Újszilvás, komlószárító | ∫ | ∫ | 6 | 7 | 528, 529, 531 |
| ∫ | 24 | ∫ | 8 | Tápiószőlősi elágazás | ∫ | ∫ | 5 | 6 | 521, 526, 527, 528, 529, 531 |
| ∫ | ∫ | ∫ | 9 | Tápiószőlős, Temető út | ∫ | ∫ | ∫ | 5 | 521, 526, 527 |
| ∫ | ∫ | ∫ | 10 | Tápiószőlős, Fő út 18. | ∫ | ∫ | ∫ | 4 | 521, 526, 527 |
| ∫ | ∫ | ∫ | 11 | Tápiószőlős, községháza | ∫ | ∫ | ∫ | 3 | 521, 526, 527 |
| ∫ | ∫ | ∫ | 12 | Tápiószőlős, általános iskola | ∫ | ∫ | ∫ | 2 | 521, 526, 527 |
| ∫ | ∫ | ∫ | 13 | Tápiószőlős, Kaszás dűlő | ∫ | ∫ | ∫ | 1 | 521, 526, 527 |
| ∫ | ∫ | ∫ | 14 | Tápiószőlős, autóbusz-forduló végállomás | ∫ | ∫ | ∫ | 0 | 521, 526, 527 |
| 19 | 25 | ∫ | ∫ | Tápiószőlős, Bagolyvár | 12 | ∫ | ∫ | ∫ | 521, 524, 526, 528 |
| 20 | 26 | ∫ | ∫ | 311-es út, Határ út | 11 | ∫ | ∫ | ∫ | 521, 524, 526, 528 |
| 21 | 27 | ∫ | ∫ | Kardos tanya | 10 | ∫ | ∫ | ∫ | 521, 524, 526, 528 |
| 22 | 28 | ∫ | ∫ | Kárteszi tanya | 9 | ∫ | ∫ | ∫ | 521, 524, 526, 528 |
| 23 | 29 | ∫ | ∫ | Búzakalász Tsz. központ | 8 | ∫ | ∫ | ∫ | 521, 524, 526, 528 |
| 24 | 30 | ∫ | ∫ | Tsz. major bejárati út | 7 | ∫ | ∫ | ∫ | 521, 524, 526, 528 |
| 25 | 31 | ∫ | ∫ | Ecseri tanya | 6 | ∫ | ∫ | ∫ | 521, 524, 526, 528 |
| 26 | 32 | ∫ | ∫ | Cegléd, Állatkórház | ∫ | ∫ | ∫ | ∫ | 521, 524, 526, 528, 531 |
| ∫ | ∫ | ∫ | ∫ | Cegléd, autószerviz | 5 | ∫ | 4 | ∫ | 521, 522, 526, 528, 531 |
| 28 | 33 | ∫ | ∫ | Cegléd, Bem J. Szakiskola | 4 | ∫ | 3 | ∫ | 521, 522, 524, 526, 528, 531 |
| 29 | 34 | ∫ | ∫ | Cegléd, víztorony | 3 | ∫ | 2 | ∫ | 521, 522, 524, 526, 528, 531 |
| 30 | 35 | ∫ | ∫ | Cegléd, posta | 2 | ∫ | ∫ | ∫ | 520, 521, 522, 524, 526, 528, 535, 537, 539, 540, 541, 542, 550, 552, 553, 555, 556, 557, 558, 559, 560, 561, 562, 564, 565, 566 1348, 1362, 1376                                                  |
| 31 | 36 | ∫ | ∫ | Cegléd, Gimnázium utca | 1 | ∫ | 1 | ∫ | 520, 521, 522, 524, 526, 528, 531, 535, 537, 539, 540, 541, 542, 550, 552, 553, 555, 556, 557, 558, 559, 560, 561, 562, 564, 565, 566                                                              |
| 32 | 37 | ∫ | ∫ | Cegléd, autóbusz-állomás végállomás | 0 | ∫ | 0 | ∫ | 520, 521, 522, 526, 528, 531, 535, 537, 539, 540, 541, 542, 550, 552, 553, 555, 556, 558, 559, 560, 561, 562, 564, 565, 566 1348, 1362, 1376 S50 G50 Z50 IC, sebesvonat, gyorsvonat, expresszvonat |